# El monstruo de la montaña hueca
El monstruo de la montaña hueca (título original - The Beast of Hollow Mountain) es una película de ficción y horror de 1956. Se trata de la primera película en mostrar dinosaurios y vaqueros juntos. El creador de efectos especiales Willis O'Brien se encargó de coescribir el guion usando el pseudónimo de El Toro Estrella. Jack Rabin, Henry Sharp y Louis de Witt fueron los encargados de crear los efectos especiales del dinosaurio. Esta película fue una de las pocas producciones entre México y Estados Unidos llevada a cabo en la década de 1950. Fue protagonizada por Guy Madison y Patricia Medina, y producida y codirigida por Edward Nassour y el cineasta mexicano Ismael Rodríguez.

## Argumento
El film narra las aventuras de un vaquero estadounidense que vive en México a finales del siglo XIX y descubre que su ganado está siendo devorado por un dinosaurio. El animal luego atacará a los habitantes de un pequeño pueblo y finalmente es ahogado en arenas movedizas.

## Reparto
- Guy Madison como Jimmy Ryan.
- Patricia Medina como Sarita.
- Carlos Rivas como Felipe Sánchez.
- Eduardo Noriega como Enrique Ríos.
- Julio Villarreal como Don Pedro.
- Mario Navarro como Panchito.
- Pascual García Pena como Pancho.
- Lupe Carriles como Margarita.